# Carex geminata
Carex geminata är en halvgräsart som beskrevs av Christian Schkuhr. Carex geminata ingår i släktet starrar, och familjen halvgräs. Inga underarter finns listade i Catalogue of Life.